# Пропавший без вести (альбом)
«Пропавший без вести» — шестнадцатый студийный альбом российской рок-группы ДДТ, выпущенный 23 апреля 2005 года лейблом CD Land Records. Вышел на компакт-дисках и магнитофонных кассетах.

## История создания
В сентябре 2003 года появилась первая акустическая демозапись восьми песен, шесть из которых вошли в новый альбом. Работа продолжалась, и к ноябрю было записано ещё пять треков, предварительные варианты которых были готовы к декабрю. Затем совместно с музыкантами группы ДДТ началась плотная работа над новыми аранжировками и звучанием. Запись осуществлялась на студии ДДТ в Санкт-Петербурге с июня 2004 по апрель 2005 года. Константин Шумайлов: «Мы попытались объединить очень разные по динамике звучания песни альбома звучанием ритм-секции: бас-гитара, ударные и компьютерные sample-петли. Эта музыкальная конструкция лежит в основе аранжировок почти всех песен».
Сведение материала происходило в Киеве на студии KRUZ. Звукорежиссёры — Дмитрий Иваней, Сергей Круценко, Алексей Ткач. По словам Юрия Шевчука, «Киев после Питера — самый любимый город, будь у меня деньги — купил бы комнатку здесь в коммуналочке. Вот мы сидели в Киеве ночь после сведения. Я не выпиваю — пост, а ребята себе немножко позволили. Я подливал красное винцо Игорю Тихомирову, звукорежиссёру нашему, и клавишнику Косте Шумайлову, которому много пришлось поработать, — и вот мы сидели, слушали этот альбом и тащились. До утра. Вот это главное — ночь в Киеве, весна, каштаны цветут. Эта ночь дорогого стоит. Ради неё, может, мы и работали год и восемь месяцев. А что уж там дальше будет — не нашего ума дело… Хотели сделать альбом музыкальный, где бы тембр звука — растопыренные гитары — говорил не меньше, чем слова. В этом звуке наш протест против причёсанной электрогитары с фуззом, которую некоторые „глухие“ масс-медиа называют роком. Мы показали своё понимание рока. И вместе с тем это современное звучание». В интервью «Витебскому Курьеру» от 18 июня 2004 года было разъяснение: «Если у тебя гитара с фуззом и ты называешься „Корни“, — это ещё не рок-н-ролл». «Сидя дома, поняли, что невозможно сделать, то, что надо — дома, а здесь и студия более высокого класса», — говорил звукорежиссёр записи Игорь Тихомиров.
Корпорация «CD-Land» заявила пластинку как «бескомпромиссный рок-альбом». В Москве состоялась пресс-конференция. В ней приняли участие сам Шевчук, Константин Шумайлов, директор группы Александр Тимошенко и президент компании Юрий Цейтлин.
«Мы постарались сделать альбом так, чтобы звук в нём стал словом, чтобы чувство стало звуком. Этим альбомом мы пытались объяснить, что для нас сейчас такое русский рок. Одно из рабочих названий альбома, кстати, такое и было: „Русский рок“. Записали, короче говоря, очередной культовый альбом, что делать», — рассказал Шевчук в интервью газете «Известия». Это подведение итогов к юбилею и философские размышления «об одиночестве и о людях, которые не пришлись новым законам, правилам игры, вот этой новой жизни… У нас есть песня „А мог бы“. А мог бы жить, а мог бы быть не цифрой, не винтиком, не шпунтиком, но личностью, человеком. Мы постарались в этом альбоме о сложном сказать просто». Пластинка заканчивается песней с рефреном «Привет с того света».
На композицию «В бой» в 2005 году был снят клип, режиссёр — Олег Флянгольц.
Существует версия, что альбом посвящён бывшему участнику группы Владимиру Сигачёву, о котором нет достоверной информации после 1993 года. Некоторые меломаны предполагают, что это касается и Георгия Ордановского, лидера группы «Россияне», исчезнувшего в январе 1984 года. Юрий Шевчук, комментируя название, призывал слушателей иметь в виду, что в современной России проживает масса людей, потерявших смысл жизни («Вас — миллионы, бродят между нами»). Таких он и называет «пропавшими без вести».
| Дело было в Минске, паренёк лет 13. Я выхожу с концерта, у него глаза горят, чистый такой, и говорит: «Юрий Юлианович, а можно вопрос?». Я говорю: «Да, сынок». «А вот будет когда-нибудь счастье, свобода?». Я говорю: «Нет, сынок, не будет». «Да?». «Да». «А как же жить тогда?». И так всё это искренне, я сразу себя узнал, когда в пионеры принимали. Я говорю: «Сынок, в нас всё это есть». А на земле рая, конечно, не будет. — Юрий Шевчук |

## Концертный тур
24 июня 2005 года ДДТ отметили свой 25 летний юбилей, организовав на стадионе «Петровский» грандиозный праздник, собравший 25 тысяч зрителей. Как утверждали очевидцы, это было значительное
и эффектное трёхчасовое шоу европейского уровня, причём тексты песен прекрасно различались даже в полукилометре от стадиона. 
31 июля состоялось выступление на рок-дискотеке в рамках фестиваля «Новая волна 2005». Тогда Шевчук занимался отбором исполнителей и вычеркнул из списка «Би-2», Вячеслава Бутусова и «Зверей», оставив лишь группы Butch, «Авеню» и «Пилот». Остальным пришлось играть и петь в другой день, на поп-дискотеке. Именно там «Би-2» передали Юрию Юлиановичу официальное «спасибо»: во время исполнения песни «Революция» на сцену вышли стриптизёрши в футболках «ДДТ» и разорвали их. 7 августа группа в качестве хэдлайнера закрывала фестиваль «Нашествие 2005», и поэтому традиционно со сцены исчезла реклама пива. Выступление длилось почти 3 часа. Плейлист был предсказуемый: новые песни плюс старые хиты, включая «Не стреляй!», «Родина», «Что такое осень», «Это всё».
В эфире «Муз-ТВ» показывался клип «Пропавший без вести», который на самом деле являлся отрывком из концерта 12 ноября 2003 года.
18 сентября 2005 года на центральной площади Владивостока был организован бесплатный концерт, куда пришли 100 тысяч человек. «Концерт будет качественным, не таким, какие вам показывают охламоны с мини-дисками. Мы хотим сделать настоящий рок-концерт европейского уровня, с хорошим звуком, словом, светом», — рассказал Шевчук. Поскольку на Дальнем Востоке не нашлось качественной аппаратуры, то большую часть техники «ДДТ» пришлось везти с собой по железной дороге. В итоге мощность порталов составила 110 кВт. «МК-Владивосток» помог покрыть расходы на переезд. Выступления с успехом прошли в 47 городах России, Украины, Белоруссии, Германии, Израиля и Великобритании.
Заключительный концерт состоялся 4 декабря 2005 года в московском спортивном комплексе Олимпийский, по нему был сделан фильм «Пропавший без вести», режиссёр — Роман Шмидт, монтаж — Александр Богаченков, Юрий Шевчук, Александр Бровко. Мероприятие посетили 20 тысяч человек. В традиционной разговорной части лидер «ДДТ» призвал присутствующих: «Размножайтесь, а то китайцы наступают! Попса всё поёт про любовь, а народонаселение падает». Далее он объяснил, что «попса» для него — это политики и бизнесмены, которые разворовывают страну. Затем поинтересовался у москвичей, ходили ли они на выборы и произнёс: «Голосуй — не голосуй, все равно получишь…», протянув микрофон в зал. Продолжение фразы зрители озвучили хором. Во время исполнения песни «Звезда» экраны показывали хронику Первой чеченской войны, «Адам и Ева» — танцующих Джона Леннона и Йоко Оно, «Мама, это — рок-н-ролл» — участников Ленинградского рок-клуба, «Рабочий квартал» — кадры из фильма «Метрополис». Видео транслировалось по Первому каналу 16 мая 2007 года как «Юбилейный концерт Юрия Шевчука в Олимпийском».
В концертной программе коллектива 2010-х годов находилась лишь одна заглавная песня. «В бой» исполнялся в ретроспективе «История звука».

## Критика и отзывы
Обозреватель журнала Rolling Stone Леонид Новиков поставил альбому 4 звезды из 5 отметив, что «электронные изыски Шумайлова, фольклорный хор, прозрачность остроумных аранжировок, фриджазовые разработки, убедительный вокал Шевчука, понятный и верный поэтический посыл — все удачно слилось в единую канву».
Как не раз отмечали критики и сами музыканты, нормальный срок жизни рок-группы — 10 лет. Затем она костенеет, превращается в бренд и может вполне успешно существовать, даже лишившись всего того состава участников, который некогда принес ей славу. Но прорыва, сколько-нибудь значительного движения вперёд в таком случае ожидать сложно.
В 2010 году, во время первого концерта группы U2 в России, Боно и его коллеги познакомились с Шевчуком, который дал послушать альбомы «ДДТ». Как ни странно, им понравился «Пропавший без вести».
«Наш НеФормат» подчеркнул, что песни воспринимаются двояко: с одной стороны, они звучат аутентично, сочетая в себе гармонии современной электронно-гитарной музыки и женский фольклорный бэк-вокал, развивая идеи неординарной для «ДДТ» работы «Мир номер ноль». С другой — Юрий Юлианович создаёт новые произведения на основе старых, не брезгуя цитировать себя самого, но тогда ещё молодого и резвого. Как пример, можно взять «В бой». Новый альбом может считаться продолжением экспериментов, как симбиоз «индустриального» наследия Трента Резнора, лидера Nine Inch Nails, и русского фольклорного песнопения («Мог бы», «Звезда», «Дым»), по соседству с мягкими, почти лирическими балладами («Пропавший без вести», «Небо над озером»), которые могли бы с легкостью украсить, например, «Метель августа» и придутся по душе тем, кому больше нравятся «старые» ДДТ. Рецензия на сайте Tektonika.ru отмечает, что из-за стилевого разнообразия Шевчук часто касается творчества других музыкантов: в «25» есть сходство с Борисом Гребенщиковым, «Адам и Ева» — «привет» Илье Лагутенко. Помимо этого, «Русский рок» — не песня, а кантата.
«Музыкальная газета» выделила те песни, что оставляют странное впечатление — «Понимающее сердце», «25», «Адам и Ева», «Русский рок» (в пару к пресловутой «Попсе»). Альбомы у Шевчука получаются смутными — мыслитель давит лирикой, и музыка под стать мрачному настроению и серым обложкам получается психоделической. Неформатность пластинки не становится поводом к её замалчиванию, напротив, некоторые радиостанции запустили в эфир композицию «Пропавший без вести». Алексей Мажаев ограничился фразой, что группа «ДДТ» выпустила очередной загрузочный альбом, а Шевчук в своей борьбе с попсой дошёл до абсурда и пишет такие песни, что их слушать невозможно. «Если говорить без дураков, то победить попсу можно только такими вот произведениями, как „Пропавший без вести“ и „Понимающее сердце“», — добавил критик.
Мнение Вадима Курылёва:

работа серьёзная, титанический, можно сказать, труд. Очень хорошо представляю, как происходит создание таких шедевров, поэтому понимаю, что и музыкантам, и звукорежиссёрам пришлось нелегко. Тем более что записывали чуть ли не целый год. В общем, если бы я не ушёл во время записи «Единочества», то во время записи этого альбома уже точно покинул «ДДТ» раз и навсегда — это уже совсем не моя музыка. В «Единочестве» ещё удавалось (или казалось, что удаётся) внести какие-то элементы живого звучания в уже тогда затвердевавший бетонный монолит новейшей индустриально-бардовской концепции Шевчука. Видимо, я только все портил, но зато теперь такой стилистической собранности, как в новом альбоме, никогда раньше не было. Стройность эта, правда, потребовала многих жертв — в первую очередь пострадала живая составляющая музыки, то есть для меня — главная составляющая. Такой холодной музыки никогда от «ДДТ» не слышал и сам не играл никогда. В принципе, понимаю, куда тут идет уклон, на что альбом сориентирован. В то же время — тексты по-прежнему интересны и глубоки, есть очень яркие вещи, но я бы лучше их просто прочитал в напечатанном виде — с таким сопровождением их трудно воспринимать. Пожалуй, самое живое произведение на альбоме — заглавная песня «Пропавший без вести», хотя контрабас надо было погромче сделать, всё-таки он ещё добавил бы жизни. Зато некоторые «живости» совсем не симпатичны: немного раздражают подпевальщицы — иногда они бывают к месту, а в основном создают какой-то лубочный фон, впрочем, всегда столь любимый ЮЮ. В карикатурно-ироническом контексте я этот сувенирный рашн-колабашн ещё воспринимаю, но когда всё всерьёз — нет.

Литературный фолк-индастриал — какие тут шутки! Я понимаю, что русско-народные созвучия призваны здесь драматически оттенить жесткую холодность техно-каркаса альбома, но не верится, что кибер-лапотничество в содружестве с рок-патетикой спасут империю «ДДТ» от полного развала. Но, достаточно хорошо зная Юру, могу почти с уверенностью утверждать, что цель у него другая — его мало волнует состояние и настроение коллектива, главное — личное творческое движение. И это, конечно, правильно с позиции развития искусства.

## Детали издания
- В переиздание 2014 года, которое подготовила компания «Navigator Records», вошёл альбом «Пропавший без вести» на CD и видео-версия на DVD[42]. Специально для этого видеоматериал прошёл процедуру реставрации: были исправлены ошибки технического характера, а также улучшено само изображение.
- Трек под названием «Звезда», с совершенно иными текстом и музыкой, в 2014 году был издан на пластинке «Прозрачный»[43]. Песня «Дым» в другой аранжировке также вошла в альбом «Прекрасная любовь».
- В 2022 году альбом был выпущен на грампластинке лейблом Imagine Club[44].

## Список композиций
1. «Мог бы» — 7:16
2. «В бой» — 6:11
3. «Пропавший без вести» — 4:36
4. «Звезда» — 7:26
5. «Небо над озером» — 1:40
6. «Дым» — 6:22
7. «Понимающее сердце» — 5:12
8. «25» — 5:58
9. «Адам и Ева» — 7:18
10. «Контрреволюция» — 6:28
11. «Русский рок» — 11:02

## Участники записи
- Юрий Шевчук — вокал, wave drum (11), автор текстов и мелодий
- Константин Шумайлов — синтезаторы, семплеры, мизмар, Clavinova, программирование, бэк-вокал
- Павел Борисов — бас-гитара, контрабас (3)
- Алексей Федичев — гитара, бэк-вокал
- Игорь Доценко — барабаны, бубен
- Иван Васильев — труба, тромбон
- Михаил Чернов — саксофон
- Татьяна Кочергина — вокал (1, 3, 4, 6, 11)
- Ольга Черникова — вокал (1, 3, 4, 6, 11)
- Андрей Шепелёв — dobro (7)
- Игорь Тихомиров — звукорежиссёр